# Шамухамедов, Шаислам Махмудович
Шаисла́м Махму́дович Шамухаме́дов (узб. Shoislom Mahmudovich Shomuhamedov / Шоислом Маҳмудович Шомуҳамедов) — советский и узбекистанский востоковед-иранист, доктор филологических наук, профессор, поэт и писатель. Один из самых известных востоковедов и иранистов Узбекистана, один из ярких представителей школы иранистики Узбекистана. Известен как автор ряда учебников и книг по теме иранистики на узбекском языке.

## Биография
Родился 16 апреля 1921 года в Ташкенте. В 1941—1942 годах воевал в рядах советской армии во Второй мировой войне. В 1952 году окончил восточный факультет Среднеазиатского государственного университета (ныне Национальный университет Узбекистана). После окончания учёбы в университете, работал там же преподавателем, в 1958—1960 годах доцентом, в 1960—1972 годах являлся деканом восточного факультета, в 1966—1972 годах руководителем университетской библиотеки зарубежной восточной литературы, в 1972—1985 годах проректором университета по научным делам, с 1985 года профессором.
Является автором множества статей и монографий по иранистике и востоковедению. Автор ряда исследований, научных трудов, учебников по персидскому языку, по персидской литературе и литературе Ирана, персидской культуры. Автор около 90 книг по этой тематике. Переводил на узбекский язык ряд поэтических и литературных произведений с персидского языка, в том числе авторства известных классиков персо-таджикской литературы. Одним из выдающихся его работ является перевод на узбекский язык Шахнаме Фирдоуси, и его издание в трёх томах (1975—1979). Кроме переводов с персидского на узбекский, Шамахмудов переводил на узбекский язык поэтические произведения с таджикского, туркменского, азербайджанского, арабского и хинди.
В качестве поэта и писателя, является автором ряда поэтических и литературных произведений по философии, социологии, культуре и науке. В 1973 году стал лауреатом международной премии имени Фирдоуси. В 1998 году награждён орденом «Эл-юрт Хурмати» (Уважаемому народом и Родиной).